# 祁鯤
祁鯤（1547年—1580年），字仲化，直隸河間府阜城縣人，民籍，明朝政治人物。

## 生平
隆慶四年（1570年）庚午科順天府鄉試第十七名，萬曆五年（1577年）丁丑科會試第三十四名，登三甲第五十八名進士。授山东莱阳知县，使莱阳梨成为貢品，卒于官。

## 家族
曾祖祁釗；祖父祁傑，曾任典史；父祁賢，贈文林郎知縣。母葛氏（封太孺人）。慈侍下。兄祁鲸，大理寺右评事；弟祁鲤。